# Amphicnaeia pretiosa
Amphicnaeia pretiosa là một loài bọ cánh cứng trong họ Cerambycidae.